# Ral·li Basc Navarrès

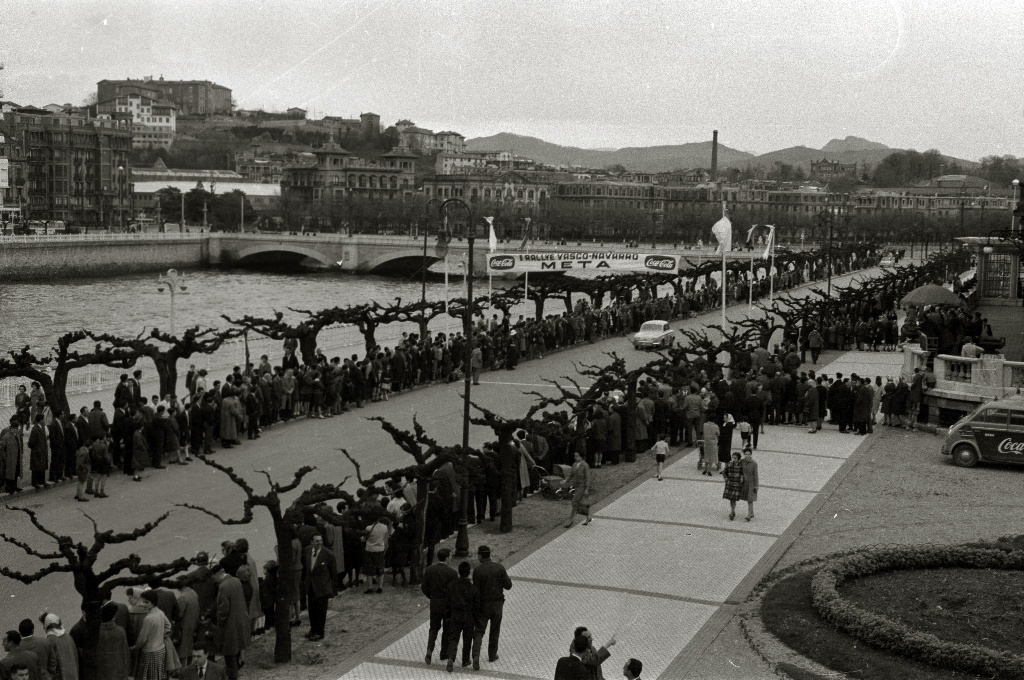
Imatge de la primera edició del ral·li presa a Sant Sebastià l'any 1960.

El Ral·li Basc Navarrès, originalment i en castellà anomenat Rally Vasco Navarro, va ser una prova de ral·li habitual en moltes ocasions del Campionat d'Espanya de Ral·lis que es disputà anualment entre 1960 i 1987. La prova era organitzada pel Real Automóvil Club Vasco Navarro i actualment és un ral·li de cotxes clàssics anomenat Rally Vasco Navarro Histórico - Memorial I. Sunsundegui.
L'any 2001 la prova es va recuperar com a ral·li amb intenció de reincorporar-lo al Campionat d'Espanya, però solament es va disputar de nou fins al 2003.

## Palmarès
| Any  | Pilot                        | Copilot                    | Vehicle                    | Cam. | Ref.  |
| ---- | ---------------------------- | -------------------------- | -------------------------- | ---- | ----- |
| 1960 | José Antonio Ochoa Fernández | Enrique Landecho           | Renault Dauphine           |      |       |
| 1961 | Pierre Torgue                | Georges Descamps           | Panhard PL                 |      |       |
| 1962 | Juan Fernández               | Francisco Anet             | BMW 700                    |      |       |
| 1963 | José Serratosa               | Máximo Caturla             | DKW 1000 SP                |      |       |
| 1964 | «Salvador»                   | Juancho                    | BMW 700 CS                 |      |       |
| 1965 | Josep Maria Juncadella       | José Antonio Rodés         | Morris Cooper 1300         | Esp  |       |
| 1966 | Jorge de Bagration           | Mario da Silva             | B.M.C. Cooper S            | Esp  |       |
| 1967 | Carlos Llagostera            | Alberto Ruiz Giménez       | B.M.C. Cooper S            |      |       |
| 1968 | Bernard Tramont              | Ricardo Muñoz              | Alpine-Renault A110 1300   | Esp  |       |
| 1969 | Bernard Tramont              | Santiago Cañedo            | Alpine-Renault A110 1440   | Esp  |       |
| 1970 | Marc Etchebers               | Pierre Claustres Cazaugade | Porsche 911 T              | Esp  |       |
| 1971 | Bernard Tramont              | Ricardo Antolín            | Alpine-Renault A110 1600 S |      |       |
| 1972 | Eladio Doncel                | Daniel Ferrater            | Porsche 911 S              | Esp  |       |
| 1973 | Jorge Bäbler                 | Ricardo Antolín            | SEAT 124-1600              | Esp  |       |
| 1974 | Marc Etchebers               | Marie-Christine Etchebers  | Porsche 911 S 3l Grup 5    |      |       |
| 1975 | Marc Etchebers               | Marie-Christine Etchebers  | Porsche Carrera Grup 4     |      |       |
| 1976 | Marc Etchebers               | Marie-Christine Etchebers  | Porsche Carrera RSR        | Esp  |       |
| 1977 | Marc Etchebers               | Marie-Christine Etchebers  | Porsche 911 Carrera RSR    | Esp  |       |
| 1978 | Beny Fernández               | Antonio Doural             | Ford Escort RS 1800 MK II  | Esp  |       |
| 1979 | Marc Etchebers               | Marie-Christine Etchebers  | Porsche 911 Carrera        | Esp  |       |
| 1980 | Marc Etchebers               | David Valverde             | Porsche 911 SC             | Esp  |       |
| 1981 | Federico González            | Roland Holke               | Simca Rallye 3             |      |       |
| 1982 | Fernando Lezama              | Enrique Fernández          | Renault 5 Turbo            | Esp  |       |
| 1983 | Marc Etchebers               | Marie-Christine Etchebers  | Porsche 911 SC             | Esp  |       |
| 1984 | Antoni Zanini                | Josep Autet                | Ferrari 308 GTB            | Esp  |       |
| 1985 | Carlos Sainz                 | Antonio Boto               | Renault 5 Turbo            | Esp  |       |
| 1986 | Marc Etchebers               | José Amorena               | Porsche 911 SC             |      |       |
| 1987 | ?                            | ?                          | ?                          |      |       |
| 2001 | Sergio López-Fombona         | Juan Carlos Dorado         | Citroën Saxo Kit Car       |      |       |
| 2002 | Miguel Ángel Fuster          | José Vicente Medina        | Citroën Saxo Kit Car       | Esp  | [ 3 ] |
| 2003 | Enrique García Ojeda         | Raquel Fernández           | Peugeot 206 S1600          | Esp  |       |